# Deniz Undav
Deniz Undav, né le 19 juillet 1996 à Varel en Allemagne, est un footballeur international allemand jouant au poste d'attaquant au VfB Stuttgart.

## Carrière

### En club
Deniz Undav naît à Varel en Frise et  grandit à Achim, au sud-ouest de Brême.
Il est issu d'une famille d’origine kurde de confession yézidie, provenant du village d'Işıklı, situé dans la municipalité de Viranşehir, au sein de la province de Şanlıurfa en Turquie.
Il commence le football au TSV Achim, puis rejoint les équipes jeunes du Werder Brême, puis le SC Weyhe et le TSV Havelse. Il joue la première fois en senior lors de la saison 2014-2015 en quatrième division allemande, avec le TSV Havelse. La saison suivante il y est titulaire et devient le meilleur buteur avec 32 réalisations et 14 passes décisives.
Pour la saison 2017-2018, il rejoint l'équipe réserve de l'Eintracht Brunswick qui évolue également en quatrième division. En raison d'une blessure il ne marquera que neuf buts pendant la saison, mais sera appelé en équipe première pour les deux dernières journées de 2.Bundesliga, sans rentrer en jeu.
Lors de la saison 2018-2019, il s'engage avec le SV Meppen en troisième division allemande. La saison suivante il marque 14 buts en 27 rencontres, la saison sera ensuite interrompue en raison de la pandémie de Covid-19. Lors de cette pause le club annonce le départ de son attaquant vers la Belgique pour la saison 2020-2021. Après la reprise, il marque encore quatre buts pour Meppen.
Lors de sa première saison avec l'Union saint-gilloise, Deniz Undav marque 17 buts et contribue à la montée du club en première division belge. Fin janvier 2022, il est transféré au club anglais de Brighton & Hove Albion avec un contrat jusqu'à fin juin 2026. Toutefois il reste jusqu'à la fin de saison 2021-2022 en Belgique, sur la base d'un prêt. Il réalise une saison 2021-2022 pleine avec Dante Vanzeir à ses côtés de l'attaque de l'Union, finissant meilleur buteur et meilleur joueur du championnat belge.

### En équipe nationale
Les performances d'Undav avec le VfB Stuttgart sont récompensées par une première convocation en équipe d'Allemagne en mars 2024 pour les matchs amicaux contre la France et les Pays-Bas. Âgé de 27 ans, il avait dévoilé en décembre 2023 son choix de représenter son pays de naissance malgré la possibilité de jouer pour la Turquie, son pays d'origine,. Le 23 mars 2024, l'attaquant honore sa première cape en remplaçant Kai Havertz en fin de match face aux Bleus (victoire 0-2). Quelques minutes après son entrée en jeu, Undav est tout près de marquer le troisième but allemand en décochant une frappe déviée par Brice Samba. Le 16 mai 2024, il fait partie d'une liste provisoire de 27 joueurs sélectionnés par Julian Nagelsmann en vue de préparer l'Euro 2024, avant de se retrouver dans la liste définitive le 7 juin.

## Statistiques

### Détaillées
| Saison                | Club                     | Championnat           | Championnat | Championnat | Championnat | Coupe nationale | Coupe nationale | Coupe nationale | Coupe de la Ligue | Coupe de la Ligue | Coupe de la Ligue | Supercoupe | Supercoupe | Supercoupe | Compétition(s) continentale(s) | Compétition(s) continentale(s) | Compétition(s) continentale(s) | Compétition(s) continentale(s) | Autres compétitions | Autres compétitions | Autres compétitions | Autres compétitions | Total | Total | Total |
| Saison                | Club                     | Division              | M.          | B.          | P.d.        | M.              | B.              | P.d.            | M.                | B.                | P.d.              | M.         | B.         | P.d.       | Comp.                          | M.                             | B.                             | P.d.                           | Comp.               | M.                  | B.                  | P.d.                | M.    | B.    | P.d.  |
| 2014-2015             | TSV Havelse              | Regionalliga Nord     | 3           | 0           | 0           | -               | -               | -               | -                 | -                 | -                 | -          | -          | -          | -                              | -                              | -                              | -                              | -                   | -                   | -                   | -                   | 3     | 0     | 0     |
| 2015-2016             | TSV Havelse              | Regionalliga Nord     | 32          | 16          | 4           | -               | -               | -               | -                 | -                 | -                 | -          | -          | -          | -                              | -                              | -                              | -                              | CBS (en)            | 2                   | 0                   | 0                   | 34    | 16    | 4     |
| 2016-2017             | TSV Havelse              | Regionalliga Nord     | 32          | 16          | 10          | -               | -               | -               | -                 | -                 | -                 | -          | -          | -          | -                              | -                              | -                              | -                              | CBS (en)            | 3                   | 5                   | 1                   | 35    | 21    | 11    |
| Sous-total            | Sous-total               | Sous-total            | 67          | 32          | 14          | -               | -               | -               | -                 | -                 | -                 | -          | -          | -          | -                              | -                              | -                              | -                              | -                   | 5                   | 5                   | 1                   | 72    | 37    | 15    |
| 2017-2018             | Eintracht Brunswick rés. | Regionalliga Nord     | 18          | 9           | 4           | -               | -               | -               | -                 | -                 | -                 | -          | -          | -          | -                              | -                              | -                              | -                              | -                   | -                   | -                   | -                   | 18    | 9     | 4     |
| 2018-2019             | SV Meppen                | 3. Bundesliga         | 35          | 6           | 2           | -               | -               | -               | -                 | -                 | -                 | -          | -          | -          | -                              | -                              | -                              | -                              | CBS (en)            | 3                   | 1                   | 0                   | 38    | 7     | 2     |
| 2019-2020             | SV Meppen                | 3. Bundesliga         | 34          | 17          | 13          | -               | -               | -               | -                 | -                 | -                 | -          | -          | -          | -                              | -                              | -                              | -                              | CBS (en)            | 1                   | 0                   | 0                   | 35    | 17    | 13    |
| Sous-total SV Meppen  | Sous-total SV Meppen     | Sous-total SV Meppen  | 69          | 23          | 15          | -               | -               | -               | -                 | -                 | -                 | -          | -          | -          | -                              | -                              | -                              | -                              | -                   | 4                   | 1                   | 0                   | 73    | 24    | 15    |
| 2020-2021             | Royale Union SG          | Division 1B           | 26          | 17          | 5           | 3               | 1               | 0               | -                 | -                 | -                 | -          | -          | -          | -                              | -                              | -                              | -                              | -                   | -                   | -                   | -                   | 29    | 18    | 5     |
| 2021-2022             | Royale Union SG          | Division 1A           | 33          | 25          | 10          | 2               | 1               | 0               | -                 | -                 | -                 | -          | -          | -          | -                              | -                              | -                              | -                              | PO1                 | 6                   | 1                   | 3                   | 41    | 27    | 13    |
| Sous-total            | Sous-total               | Sous-total            | 59          | 42          | 15          | 5               | 2               | 0               | -                 | -                 | -                 | -          | -          | -          | -                              | -                              | -                              | -                              | -                   | 6                   | 1                   | 3                   | 70    | 45    | 18    |
| 2022-2023             | Brighton & Hove Albion   | Premier League        | 22          | 5           | 0           | 8               | 3               | 1               | 3                 | 1                 | 0                 | -          | -          | -          | -                              | -                              | -                              | -                              | -                   | -                   | -                   | -                   | 33    | 9     | 1     |
| Sous-total            | Sous-total               | Sous-total            | 22          | 5           | 0           | 5               | 2               | 1               | 3                 | 1                 | 0                 | 1          | 1          | 0          | -                              | 6                              | 1                              | 2                              | -                   | -                   | -                   | -                   | 37    | 10    | 3     |
| 2023-2024             | VfB Stuttgart (prêt)     | Bundesliga            | 30          | 18          | 10          | 3               | 1               | 0               | -                 | -                 | -                 | -          | -          | -          | -                              | -                              | -                              | -                              | -                   | -                   | -                   | -                   | 33    | 19    | 10    |
| 2024-2025             | VfB Stuttgart            | Bundesliga            | 27          | 9           | 3           | 4               | 2               | 2               | -                 | -                 | -                 | 1          | 1          | 0          | C1                             | 6                              | 1                              | 2                              | -                   | -                   | -                   | -                   | 38    | 13    | 7     |
| 2025-2026             | VfB Stuttgart            | Bundesliga            | 0           | 0           | 0           | 0               | 0               | 0               | -                 | -                 | -                 | 1          | 0          | 0          | C3                             | 0                              | 0                              | 0                              | -                   | -                   | -                   | -                   | 1     | 0     | 0     |
| Sous-total            | Sous-total               | Sous-total            | 57          | 27          | 13          | 7               | 3               | 2               | -                 | -                 | -                 | 2          | 1          | 0          | -                              | 6                              | 1                              | 2                              | -                   | -                   | -                   | -                   | 72    | 32    | 17    |
| Total sur la carrière | Total sur la carrière    | Total sur la carrière | 292         | 138         | 62          | 20              | 8               | 3               | 3                 | 1                 | 0                 | 2          | 1          | 0          | -                              | 6                              | 1                              | 2                              | -                   | 15                  | 7                   | 4                   | 338   | 156   | 71    |

### En sélection
| Saison                | Sélection             | Phases finales        | Phases finales | Phases finales | Phases finales | Éliminatoires | Éliminatoires | Éliminatoires | Ligue des nations | Ligue des nations | Ligue des nations | Amicaux | Amicaux | Amicaux | Total | Total | Total |
| Saison                | Sélection             | Compétition           | M              | B              | Pd             | M             | B             | Pd            | M                 | B                 | Pd                | M       | B       | Pd      | M     | B     | Pd    |
| --------------------- | --------------------- | --------------------- | -------------- | -------------- | -------------- | ------------- | ------------- | ------------- | ----------------- | ----------------- | ----------------- | ------- | ------- | ------- | ----- | ----- | ----- |
| 2023-2024             | Allemagne             | Euro 2024             | 1              | 0              | 0              | -             | -             | -             | -                 | -                 | -                 | 2       | 0       | 0       | 3     | 0     | 0     |
| 2023-2024             | Allemagne             | -                     | -              | -              | -              | -             | -             | -             | 2                 | 3                 | 1                 | -       | -       | -       | 2     | 3     | 1     |
| Total sur la carrière | Total sur la carrière | Total sur la carrière | 1              | 0              | 0              | -             | -             | -             | 2                 | 3                 | 1                 | 2       | 0       | 0       | 5     | 3     | 1     |

| Détails des matchs internationaux de Deniz Undav | Détails des matchs internationaux de Deniz Undav | Détails des matchs internationaux de Deniz Undav | Détails des matchs internationaux de Deniz Undav | Détails des matchs internationaux de Deniz Undav | Détails des matchs internationaux de Deniz Undav | Détails des matchs internationaux de Deniz Undav | Détails des matchs internationaux de Deniz Undav | Détails des matchs internationaux de Deniz Undav |
| N°                                               | Date                                             | Lieu                                             | Adversaire                                       | Score                                            | Compétition                                      | Statut                                           | Performances                                     | Performances                                     |
| N°                                               | Date                                             | Lieu                                             | Adversaire                                       | Score                                            | Compétition                                      | Statut                                           | But(s)                                           | Passe(s)                                         |
| ------------------------------------------------ | ------------------------------------------------ | ------------------------------------------------ | ------------------------------------------------ | ------------------------------------------------ | ------------------------------------------------ | ------------------------------------------------ | ------------------------------------------------ | ------------------------------------------------ |
| 1                                                | 23 mars 2024                                     | Groupama Stadium, Lyon (France)                  | France                                           | 0 - 2 (source)                                   | Match amical                                     | Remplaçant ( 80e Kai Havertz)                    |                                                  |                                                  |
| 2                                                | 3 juin 2024                                      | Max-Morlock-Stadion, Nuremberg (Allemagne)       | Ukraine                                          | 0 - 0                                            | Match amical                                     | Remplaçant ( 46e Florian Wirtz)                  |                                                  |                                                  |
| 3                                                | 19 juin 2024                                     | MHPArena, Stuttgart (Allemagne)                  | Hongrie                                          | 2 - 0                                            | Euro 2024                                        | Remplaçant ( 84e İlkay Gündoğan)                 |                                                  |                                                  |
| 4                                                | 10 septembre 2024                                | Johan Cruyff Arena, Amsterdam (Pays-Bas)         | Pays-Bas                                         | 2 - 2                                            | Ligue des nations 2024-2025                      | Titulaire ( 63e Maximilian Beier)                | 1                                                | 1                                                |
| 5                                                | 11 octobre 2024                                  | Stade Bilino-Polje, Zenica (Bosnie-Herzégovine)  | Bosnie-Herzégovine                               | 1 - 2                                            | Ligue des nations 2024-2025                      | Titulaire ( 63e Jonathan Burkardt)               | 2                                                |                                                  |

## Palmarès

### En club
Union Saint-Gilloise
- Championnat de Belgique de deuxième division (1) :
  - Champion en 2021
- Championnat de Belgique :
  - Vice-champion en 2022

 VfB Stuttgart
- Championnat d'Allemagne :
  - Vice-champion en 2024
- Supercoupe d'Allemagne :
  - Finaliste en 2024

- Coupe d'Allemagne (1) :
  - Vainqueur en 2025

### Distinctions individuelles
- Meilleur buteur du championnat de Belgique en 2022 (26 buts)
- Joueur de la saison de la Jupiler Pro League en 2022